# Peter Kraus (Hockeyspieler)
Peter Kraus (* 27. Juni 1941 in Rüsselsheim; † 1. August 2024) war ein deutscher Hockeyspieler und Olympiasieger.

## Sportliche Laufbahn
Peter Kraus begann 1959 beim Rüsselsheimer RK mit dem Hockeysport. Schon bald war Kraus Stammtorwart der ersten Mannschaft. 1968, 1971, 1975, 1977 und 1978 wurde er Deutscher Meister im Feldhockey, 1976 gewann er den Titel im Hallenhockey.
Kraus debütierte erst 1969 bei einem Turnier in Pakistan in der deutschen Hockeynationalmannschaft. 1970 gehörte Kraus zum Aufgebot, das bei der ersten Europameisterschaft siegreich war. Bei der ersten Feldhockey-Weltmeisterschaft, die 1971 in Pakistan stattfand, belegte Kraus mit der deutschen Meisterschaft den fünften Platz. Peter Kraus saß meist auf der Ersatzbank, wenn Wolfgang Rott im Tor stand. Bei den Olympischen Spielen 1972 in München war Peter Kraus Stammspieler und stand auch im Finale gegen Pakistan auf dem Feld, als die deutsche Mannschaft durch ein Tor von Michael Krause Olympiasieger wurde.
Nach den Olympischen Sommerspielen endete nach 26 Länderspielen die Länderspiel-Karriere von Peter Kraus. Der gelernte Kraftfahrzeug-Polsterer arbeitete bis 2001 bei Opel. Peter Kraus war mit Ursula, einer früheren Hockeyspielerin, verheiratet, aus der Ehe gingen zwei Söhne hervor.